# Smedeholm
Smedeholm er en lille, flad ubeboet ø i Bogø Vig i den sydlige del af Nakskov Fjord. Øen er ca. 150 m lang og ca. 200 m bred. Øen er så lav, at den overskylles ved højvande. Det giver bl.a. gode betingelser for vækst af kveller (salturt), som farver øen rød om efteråret.
Nakskov Fjord har siden 2000 været udlagt som vildtreservat, og derfor er al jagt forbudt i farvandet omkring Smedeholm, og al jagt på vandfugle på selve øen er også forbudt. Derudover er al færdsel på øen forbudt i tidsrummet 15. marts – 15. juli.
Bogø Vig, som Smedeholm ligger i, er et af Østdanmarks vigtigste rastepladser for gæs. Det er også et område, hvor der er gode chancer for at se havørne jage vandfugle.